# Chanty-Mansijskij rajon
Il Chanty-Mansijskij rajon è un rajon (distretto) del Circondario Autonomo degli Chanty-Mansi-Jugra, nella Russia siberiana.